# Castillo de Ikeda
El castillo de Ikeda (池田城?) fue una fortaleza japonesa ubicada en Ikeda, en la prefectura de Osaka (Japón). Perteneció al local clan Ikeda, que fundó la construcción en el año 1334 durante el periodo Muromachi. Actualmente solo restan unas pocas ruinas originales, además de una reconstrucción del año 1999.

## Historia

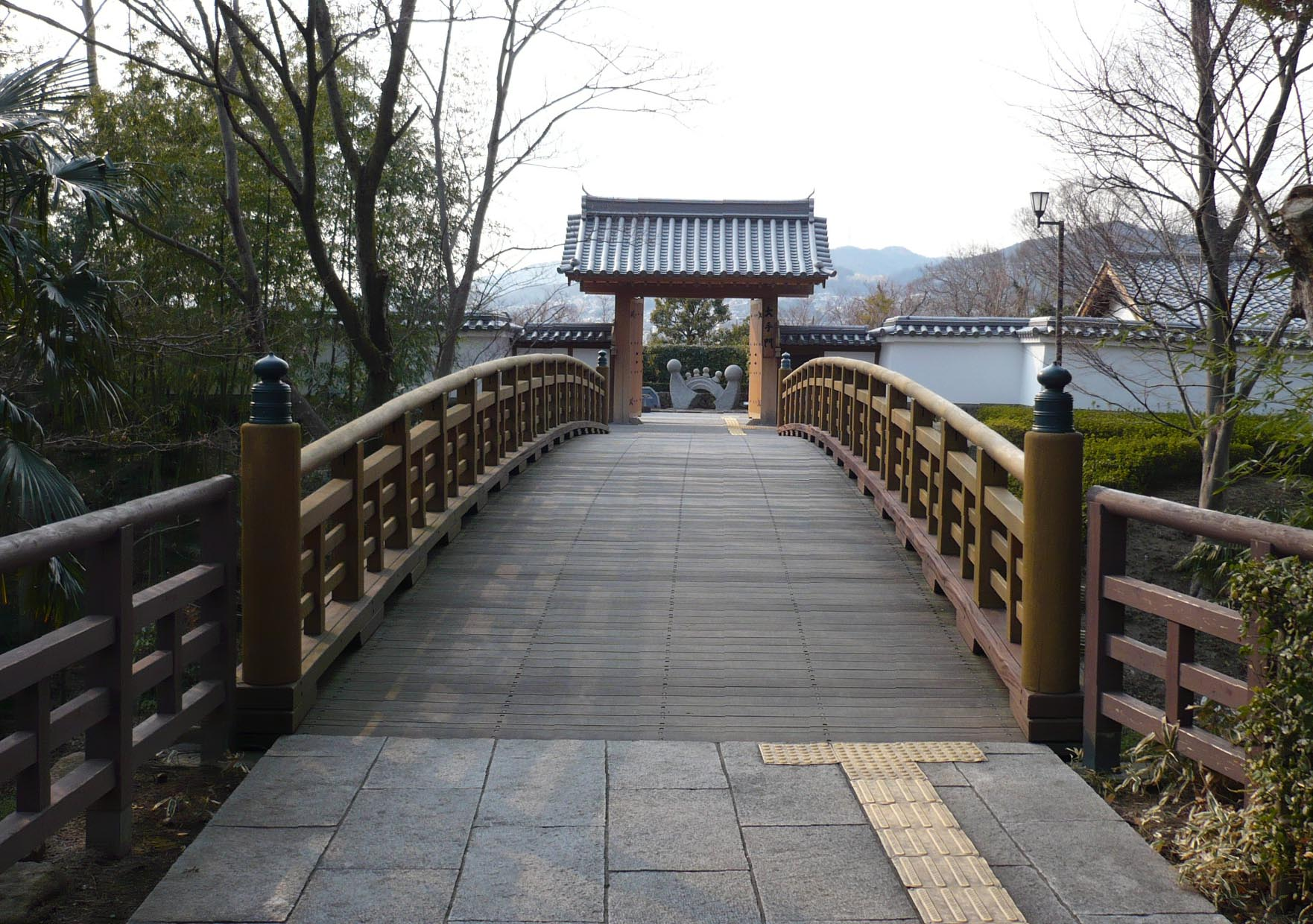
Una de las puertas del castillo

Ikeda Noriyori construyó la fortaleza en 1334, y el castillo ganó en tamaño y defensa durante el periodo Sengoku. En 1568 el castillo de Ikeda fue tomado por Oda Nobunaga (el primer unificador de Japón), pero tras ver las habilidades de Ikeda Katsumasa permitió que este administrara la fortificación. De este modo, Ikeda continuó controlando la zona bajo la influencia de Nobunaga, mientras que añadía al castillo las mejoras que ofrecía Oda. En 1570 la fortaleza fue tomada por otro rival, Araki Murashige, solo para abandonarla 10 años después tras su traslado al castillo de Itami.

## Reconstrucción

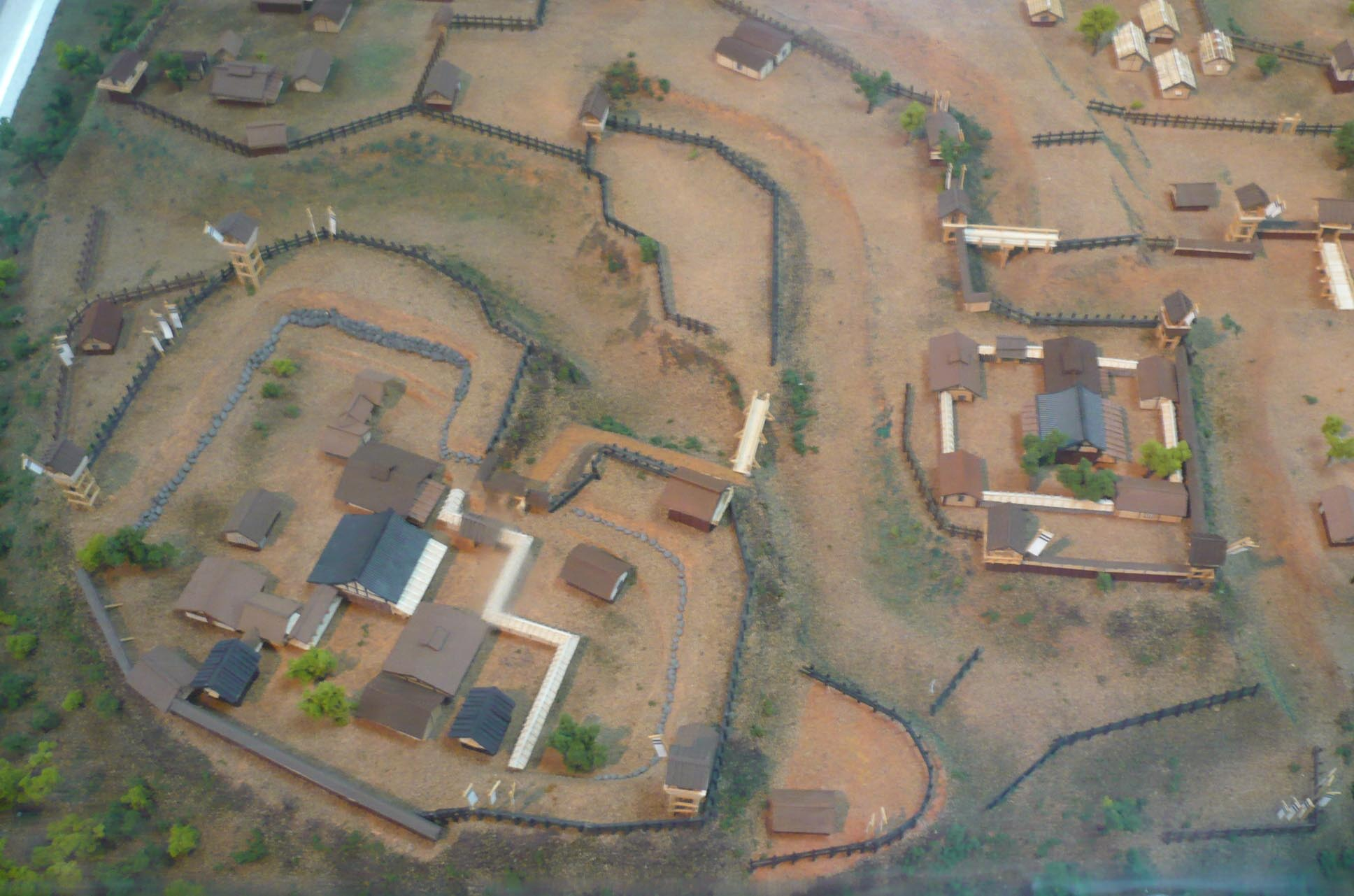
Maqueta de la reconstrucción

En el año 2000 se inauguró el parque Ikeda Shiroato en el lugar donde se ubicaba el castillo. Aunque no cuenta con muchas partes originales de la fortaleza, se puede encontrar una reconstrucción de una torre de vigilancia. Esta, de estilo yagura, fue diseñada según los cánones del periodo Sengoku. Además, en el parque también hay jardines japoneses, puentes de madera y una habitación del té.